# Katrineholms kommun
Katrineholms kommun är en kommun i Södermanlands län. Centralort är Katrineholm.
Ytan är till största del bevuxen med skog, men kommunen har även en stor andel jordbruksmark jämfört med riket som helhet. Det lokala näringslivet har dock främst påverkats av områdets transportmöjligheer då centralorten utgör en viktig järnvägsknut. Ericsson AB och SKF Mekan AB dominerade den lokala industrisektorn under många år men därefter har industrin blivit mer mångfacetterad. 
Sedan kommunen bildades 1971 har folkmängden varit relativt stabil med en tydligt uppåtgående trend efter 2010. 
Socialdemokraterna har varit största parti i samtliga val. De har också varit en del av den styrande koalitionen sedan åtminstone 2010 då de styrt tillsammans med Moderaterna.

## Administrativ historik
Kommunens område motsvarar socknarna: Björkvik, Floda, Julita, Lerbo, Sköldinge, Stora Malm och Östra Vingåker. I dessa socknar bildades vid kommunreformen 1862 landskommuner med motsvarande namn. Katrineholms municipalsamhälle inrättades 13 juli 1883 och upplöstes vid årsskiftet 1916/1917 då Katrineholms stad bildades. Valla municipalsamhälle inrättades 17 april 1914 och upplöstes vid årsskiftet 1959/1960. Vid kommunreformen 1952 bildades i området storkommunerna Julita (av de tidigare kommunerna Julita och Österåker), Sköldinge (av Lerbo och Sköldinge) samt Stora Malm (av Stora Malm och Östra Vingåker) medan landskommunerna Björkvik och Floda samt Katrineholms stad förblev oförändrade. Katrineholms kommun bildades vid kommunreformen 1971 av Katrineholms stad, Björkvik, Floda, Sköldinge och Stora Malms landskommuner samt en del ur Julita landskommun (Julita församling).  Kommunen ingick från bildandet till 2009 i Katrineholms domsaga och kommunen ingår sedan 2009 i Nyköpings domsaga.

## Geografi
Kommunen är belägen i de västra delarna av landskapet Södermanland, vid sjön Hjälmarens sydöstra strand. Katrineholms kommun gränsar i norr till Arboga kommun i Västmanlands län och Eskilstuna kommun i Södermanlands län, i öster till Flens kommun och i söder till Nyköpings kommun, båda i Södermanlands län. I sydväst gränsar kommunen till Norrköpings kommun och Finspångs kommun, båda i Östergötlands län, samt i väster till Vingåkers kommun i Södermanlands län.

### Topografi och hydrografi
Områdets berggrund utgörs till största del av urbergsgnejser. Berggrunden hör samman med Mälardalens sprickdalslandskap som innebär att den är kraftigt uppsprucken. Vid sjöarna Malmen, Storsjön, Hålvetten och Näsnaren är den dominerande sprickriktningen särskilt markerad. Längs Hjälmarens strand och från Öljarens sydspets utgår områdets två markanta förkastningslinjer. 
Sydvästra delen av kommunen karaktäriserar av en rik flora vilket beror på att området har en kalkrik berggrund. Vid de gamla kulturbygderna i närheten av Julita, Sköldinge, Valla, Stora Malm och längs Yngarens strand finns öppen jordbruksmark och hagmark. Vidare genomkorsas kommunen av Köpingsåsen och Katrineholmsåsen, vilka förenas vid Tolmon.
Nedan presenteras andelen av den totala ytan 2020 i kommunen jämfört med riket.
|  | Bebyggelse (4,7 %) |

|  | Skog (64,3 %) |

|  | Öppen myrmark (1,3 %) |

|  | Jordbruksmark (21,9 %) |

|  | Övrig mark (7,8 %) |

|  | Bebyggelse (3,1 %) |

|  | Skog (68,0 %) |

|  | Öppen myrmark (7,2 %) |

|  | Jordbruksmark (7,4 %) |

|  | Övrig mark (14,3 %) |

### Naturskydd
År 2023 fanns 28 naturreservat i Katrineholms kommun. Bland dessa kan nämnas Djupviksbergets naturreservat som är ett av få områden i Södermanland som utgörs av kalkbarrskog, det innebär att berggrunden utgörs av kalksten. Den kalkrika berggrunden har medfört en artrik växtlighet med marksvampar som brandtaggsvamp och kopparspindling, men även sällsynta kärlväxter så som ryl, fältgentiana, knärot, kärrbräken och ögonpyrola. Ett annat exempel är Hvalstaskogen som ligger i närheten av sjön Valdemaren. Reservatet utgörs primärt av gammal granskog. I den gamla skogen trivs ovanliga arter som till exempel violettgrå tagellav och grön sköldmossa.

### Administrativ indelning
Fram till 2016 var kommunen för befolkningsrapportering indelad i två församlingar: Björkviks församling och Katrineholmsbygdens församling.

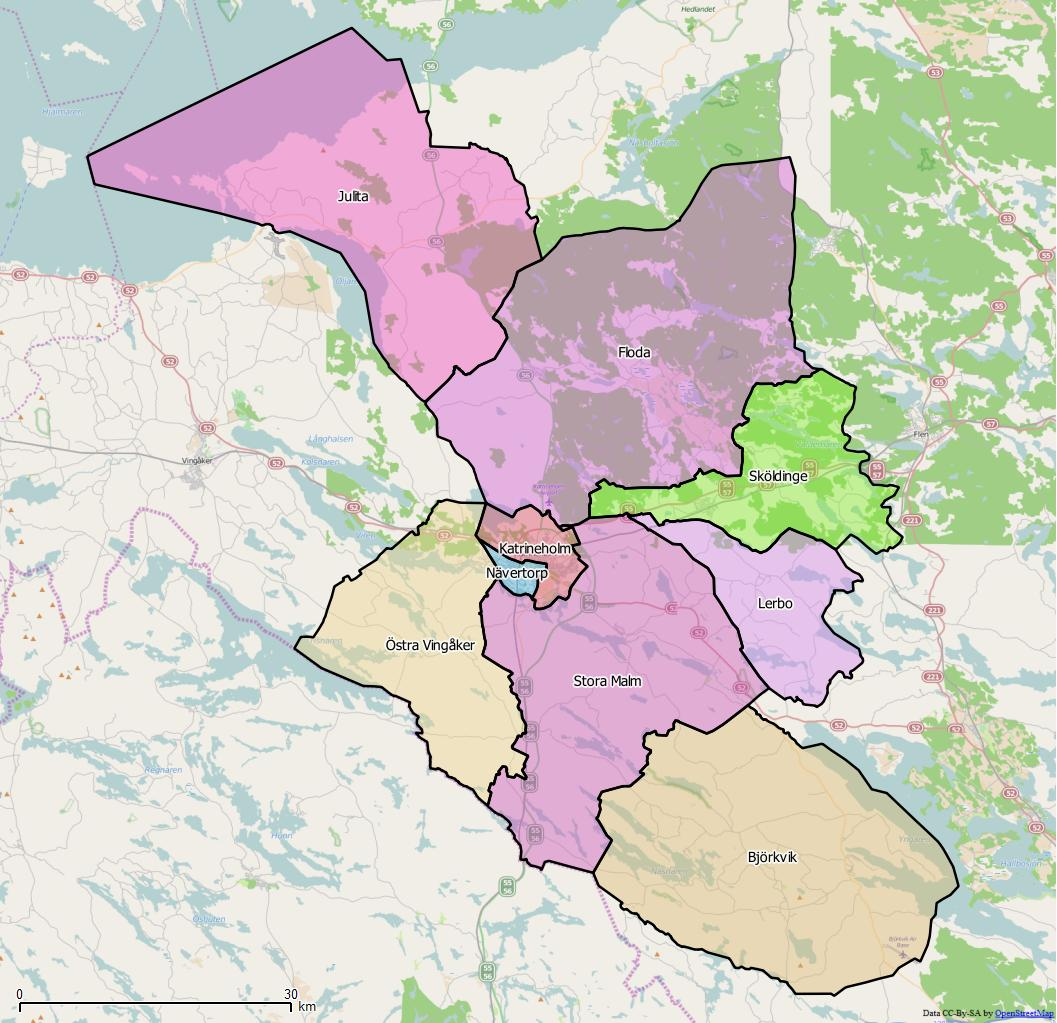
Distrikt inom Katrineholms kommun

Från 2016 indelas kommunen istället i nio distrikt: Björkvik, Floda, Julita, Katrineholm, Lerbo, Nävertorp, Sköldinge, Stora Malm och Östra Vingåker.

### Tätorter
Vid tätortsavgränsningen av Statistiska centralbyrån den 31 december 2015 fanns det åtta tätorter i Katrineholms kommun.
| Nr | Tätort      | Folkmängd |
| -- | ----------- | --------- |
| 1  | Katrineholm | 23 283    |
| 2  | Valla       | 1 485     |
| 3  | Sköldinge   | 685       |
| 4  | Forssjö     | 525       |
| 5  | Bie         | 510       |
| 6  | Björkvik    | 427       |
| 7  | Strångsjö   | 351       |
| 8  | Äsköping    | 326       |

Centralorten är i fet stil.
Tätorten Baggetorp var delad på två kommuner: Vingåkers kommun (494 personer) och Katrineholms kommun (8 personer).

## Styre och politik

### Styre
Efter valet 2010 tappade Socialdemokraterna den egna majoriteten I kommunfullmäktige. Mandatperioden 2010–2014 styrdes kommunen av en blocköverskridande koalition bestående av Socialdemokraterna och Moderaterna. Efter valet 2014 uppgav kommunstyrelsens ordförande Göran Dahlström (S) att "Vi har haft ett bra samarbete den här mandatperioden. Det blir en stark majoritet i fullmäktige. Det kommer att vara många svåra beslut och det är bra att vara en stark majoritet och det gynnar medborgare och näringsliv att känna den stabiliteten". Således fortsatte de rödblåa att styra även den påföljande mandatperioden. Kommunstyrelsens ordförande Göran Dahlström menade efter valet 2018 att de föredrog ett rödblått samarbete före ett rödgrönt och den sittande koalitionen kunde således fortsätta styra. Efter valet 2022 inledde koalitionen sin fjärde mandatperiod vid makten.

### Kommunfullmäktige

#### Presidium
| Presidium 2022–2026    | Presidium 2022–2026 | Presidium 2022–2026 |
| ---------------------- | ------------------- | ------------------- |
| Ordförande             | S                   | Torgerd Jansson     |
| Förste vice ordförande | M                   | Martin Edgélius     |
| Andre vice ordförande  | KD                  | Marian Loley        |

#### Mandatfördelning 1970–2022
|  | 27 | 9 | 7 |  | 4 |

| 38 | 11 |

|  | 25 | 12 | 5 |  | 5 |

| 36 | 13 |

|  | 25 | 12 | 4 |  | 6 |

| 35 | 14 |

| 29 | 9 | 6 | 7 |

| 33 | 18 |

| 30 | 8 | 3 |  | 9 |

| 34 | 17 |

| 30 | 6 | 6 | 9 |

| 36 | 15 |

| 29 | 3 | 6 | 6 |  | 6 |

| 31 | 20 |

| 28 |  | 5 | 5 | 3 | 9 |

| 31 | 20 |

|  | 31 | 3 | 4 | 3 | 9 |

| 27 | 24 |

| 4 | 26 | 3 |  | 3 | 3 | 10 |

| 28 | 23 |

|  | 27 |  | 4 | 6 | 4 | 6 |

| 31 | 20 |

|  | 26 |  | 4 | 7 |  | 8 |

| 25 | 26 |

|  | 23 | 4 |  | 4 | 6 |  | 8 |

| 27 | 24 |

|  | 24 | 3 | 6 | 4 | 4 |  | 6 |

| 28 | 23 |

| 3 | 23 |  | 6 | 4 | 3 | 3 | 7 |

| 28 | 23 |

| 3 | 20 |  | 8 | 3 |  | 4 | 9 |

| 30 | 21 |

### Nämnder

#### Kommunstyrelse
| Presidium 2022–2026    | Presidium 2022–2026 | Presidium 2022–2026 |
| ---------------------- | ------------------- | ------------------- |
| Ordförande             | S                   | Johan Söderberg     |
| Förste vice ordförande | M                   | Christer Sundqvist  |
| Andre vice ordförande  | KD                  | Joha Frondelius     |

#### Övriga nämnder
| Nämnd                                       | Ordförande | Ordförande         | Förste vice ordförande | Förste vice ordförande        | Andre vice ordförande | Andre vice ordförande |
| ------------------------------------------- | ---------- | ------------------ | ---------------------- | ----------------------------- | --------------------- | --------------------- |
| Bildningsnämnden                            | S          | Ulrica Truedsson   | M                      | Anne Hofstedt                 | C                     | Ingela Wallace        |
| Bygg- och miljönämnden                      | M          | Christer Sundqvist | S                      | Fredrik Malmström             | C                     | Bertil Karlsson       |
| Krisledningsnämnden                         | S          | Johan Söderberg    | M                      | Christer Sundqvist            | KD                    | Joha Frondelius       |
| Kulturnämnden                               | S          | Cecilia Björk      | M                      | Carl-Magnus Fransson          | L                     | Inger Hult            |
| Service-och tekniknämnden                   | S          | Annelie Hedberg    | M                      | Fredrik Ahlman                | KD                    | Joha Frondelius       |
| Socialnämnden                               | M          | Martin Edgélius    | S                      | Roger Ljunggren               | C                     | Inger Fredriksson     |
| Valnämnden                                  | M          | Christoffer Öqvist | S                      | Gunnar Ljungqvist             |                       |                       |
| Vuxenutbildnings- och arbetsmarknadsnämnden | M          | Helena Gärtner     | S                      | Ulrica Truedsson              | KD                    | Dag Dunås             |
| Vård- och omsorgsnämnden                    | S          | Johanna Karlsson   | M                      | Birgitta Carlheim-Gyllensköld | L                     | Ewa Callhammar        |
| Överförmyndarnämnden                        | M          | Mirjana Cvrkalj    | S                      | Marie-Louise Karlsson         |                       |                       |

Källa:

### Valresultat 2022
| Parti                            | Valdistrikt        | Valdistrikt | Kommun  |
| Parti                            | Starkaste          | Andel       | Andel   |
| -------------------------------- | ------------------ | ----------- | ------- |
| S                                | Nyhem              | 54,68 %     | 39,89 % |
| M                                | Värmbol            | 24,37 %     | 16,90 % |
| SD                               | Sköldinge-Floda    | 23,35 %     | 15,87 % |
| KD                               | Bie                | 12,53 %     | 7,35 %  |
| C                                | Björkvik           | 18,53 %     | 6,55 %  |
| V                                | Gamla Vattentornet | 11,49 %     | 5,65 %  |
| L                                | Värmbol            | 5,69 %      | 3,98 %  |
| MP                               | Sköldinge-Floda    | 5,01 %      | 3,19 %  |
| Data hämtat från Valmyndigheten. |                    |             |         |

Exklusive uppsamlingsdistrikt. Partier som fått mer än en procent av rösterna i minst ett valdistrikt redovisas.

### Vänorter
I Norden:
- Odders kommun, Danmark
- Salo, Finland
- Vennesla kommun, Norge

Utanför Norden:
- Halver, Tyskland
- Saint-Cyr-sur-Loire, Frankrike
- Kehtna, Estland
- Rzjev, Ryssland

Diskussioner förs för att avsluta eller inte förlänga vänortssamarbetet med flertalet vänorter.

## Ekonomi och infrastruktur

### Näringsliv
Centralorten växte under slutet 1800-talet till en viktig järnvägsknut och industrierna i området kan knytas samman till just transportmöjligheter. Ericsson AB och SKF Mekan AB dominerade den lokala industrisektorn under många år men därefter har industrin blivit mer mångfacetterad. År 2022 var kommunen själv den största arbetsgivaren med 4 575 anställda. Samtidigt var Kronfågel den största privata arbetsgivaren med 975 anställda.

### Infrastruktur

#### Transporter

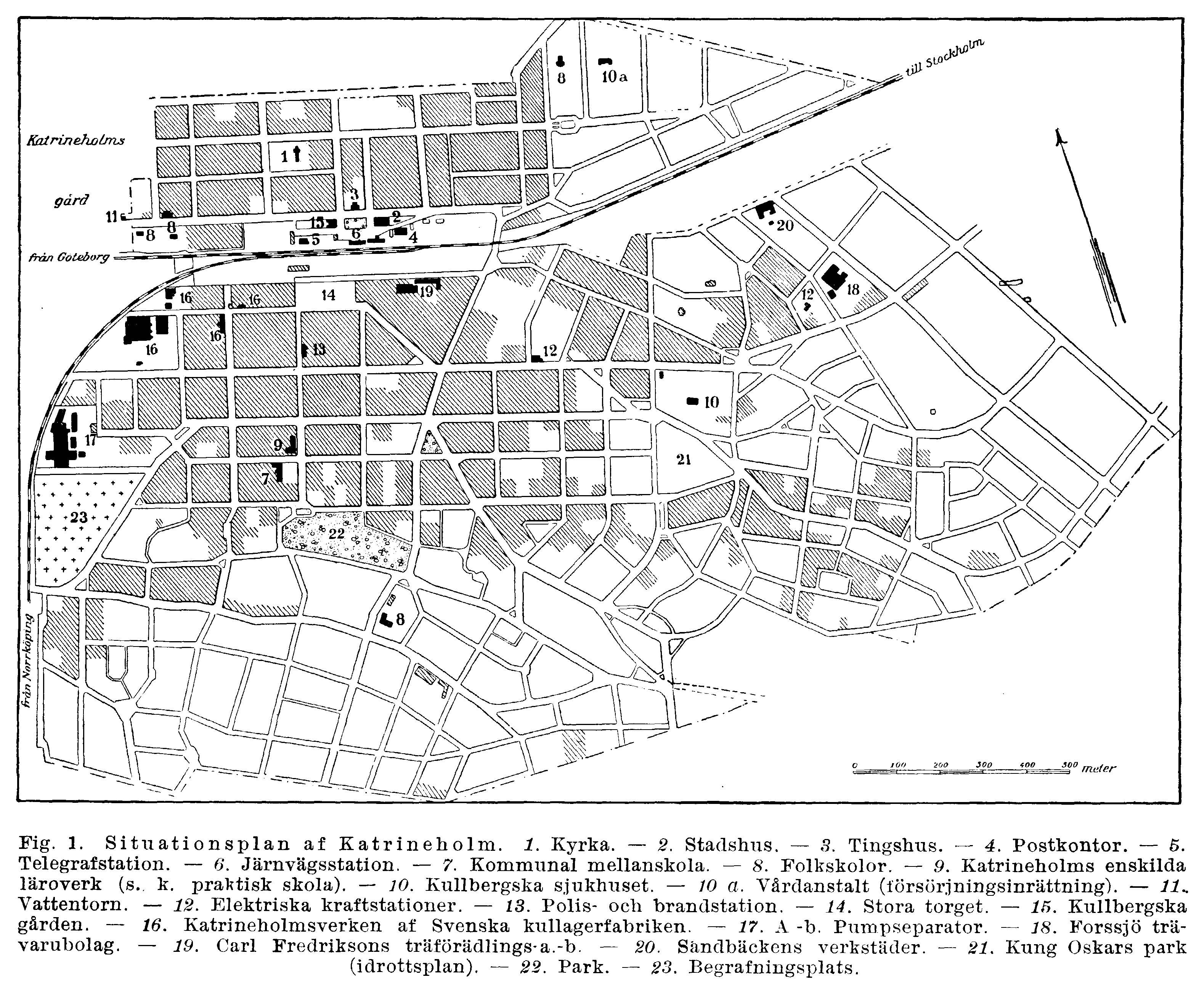
Katrineholm uppstod kring järnvägen. Karta publicerad 1924.

Kommunen genomkorsas i nord-sydlig riktning av riksväg 56 och från väster mot sydöst av Riksväg 52. Där de möts i Katrineholm avtar riksväg 57 åt öster. Genom kommunens norra del sträcker sig länsväg 214 i väst-östlig riktning. Från öst mot väst respektive söder genomkorsas kommunen av Västra stambanan och Södra stambanan som trafikeras av SJ:s fjärrtåg samt Mälartågs regiontåg. Katrineholms station invigdes den 3 november 1862 och ligger vid Stationsplan 2-4.

## Befolkning

### Demografi

#### Befolkningsutveckling
Kommunen har 34 154 invånare (31 december 2024), vilket placerar den på 78:e plats avseende folkmängd bland Sveriges kommuner.
| Befolkningsutvecklingen i Katrineholms kommun 1970–2020 | Befolkningsutvecklingen i Katrineholms kommun 1970–2020 | Befolkningsutvecklingen i Katrineholms kommun 1970–2020 | Befolkningsutvecklingen i Katrineholms kommun 1970–2020 | Befolkningsutvecklingen i Katrineholms kommun 1970–2020 |
| ------------------------------------------------------- | ------------------------------------------------------- | ------------------------------------------------------- | ------------------------------------------------------- | ------------------------------------------------------- |
|                                                         |                                                         |                                                         |                                                         |                                                         |
| År                                                      |                                                         |                                                         | Folkmängd                                               |                                                         |
| 1970                                                    | 1970                                                    |                                                         | 32 770                                                  |                                                         |
| 1975                                                    | 1975                                                    |                                                         | 32 635                                                  |                                                         |
| 1980                                                    | 1980                                                    |                                                         | 32 277                                                  |                                                         |
| 1985                                                    | 1985                                                    |                                                         | 31 889                                                  |                                                         |
| 1990                                                    | 1990                                                    |                                                         | 32 764                                                  |                                                         |
| 1995                                                    | 1995                                                    |                                                         | 33 262                                                  |                                                         |
| 2000                                                    | 2000                                                    |                                                         | 32 370                                                  |                                                         |
| 2005                                                    | 2005                                                    |                                                         | 32 185                                                  |                                                         |
| 2010                                                    | 2010                                                    |                                                         | 32 428                                                  |                                                         |
| 2015                                                    | 2015                                                    |                                                         | 33 462                                                  |                                                         |
| 2020                                                    | 2020                                                    |                                                         | 34 765                                                  |                                                         |

## Kultur

### Kulturarv

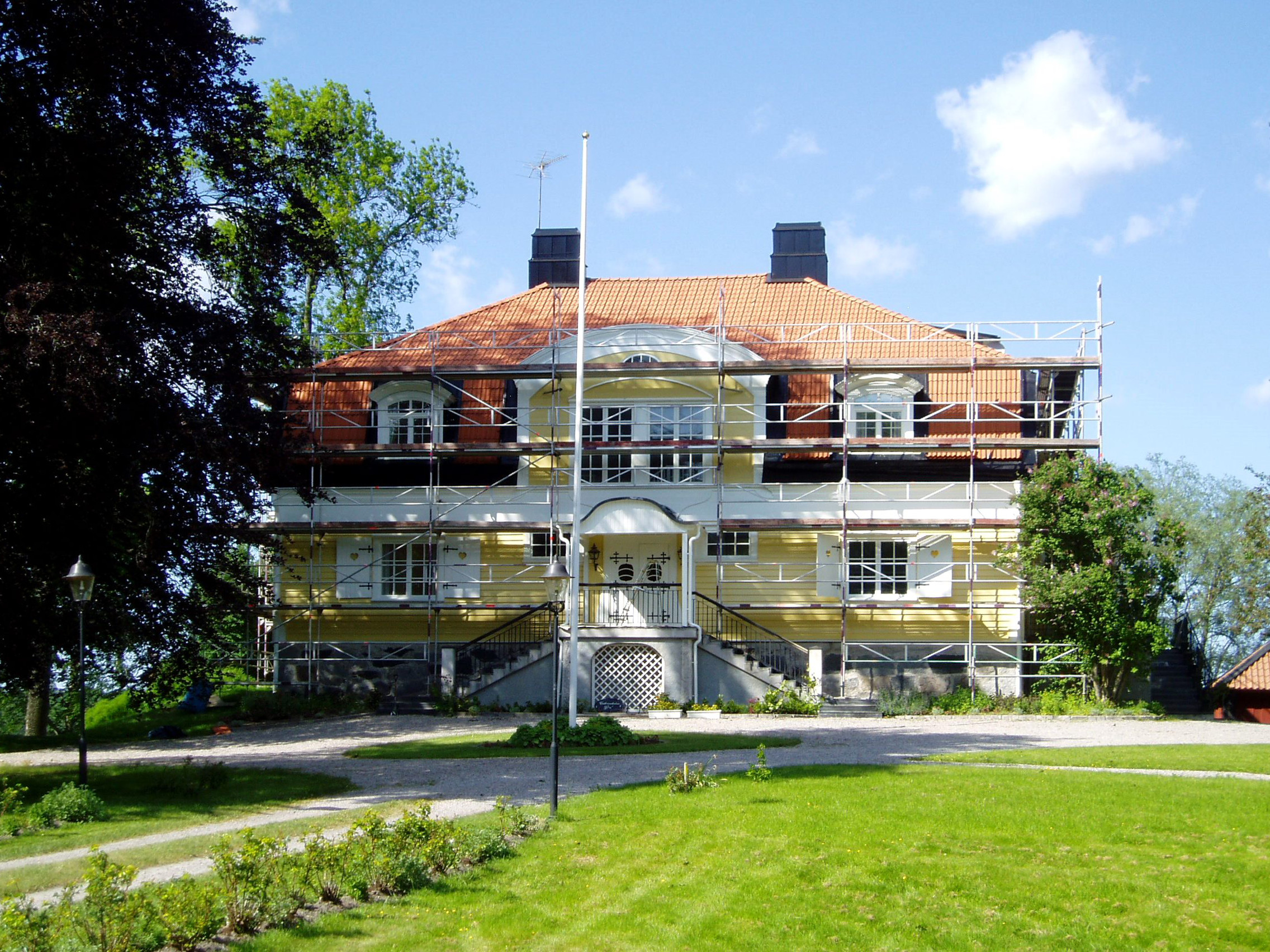
Katrineholms gård.
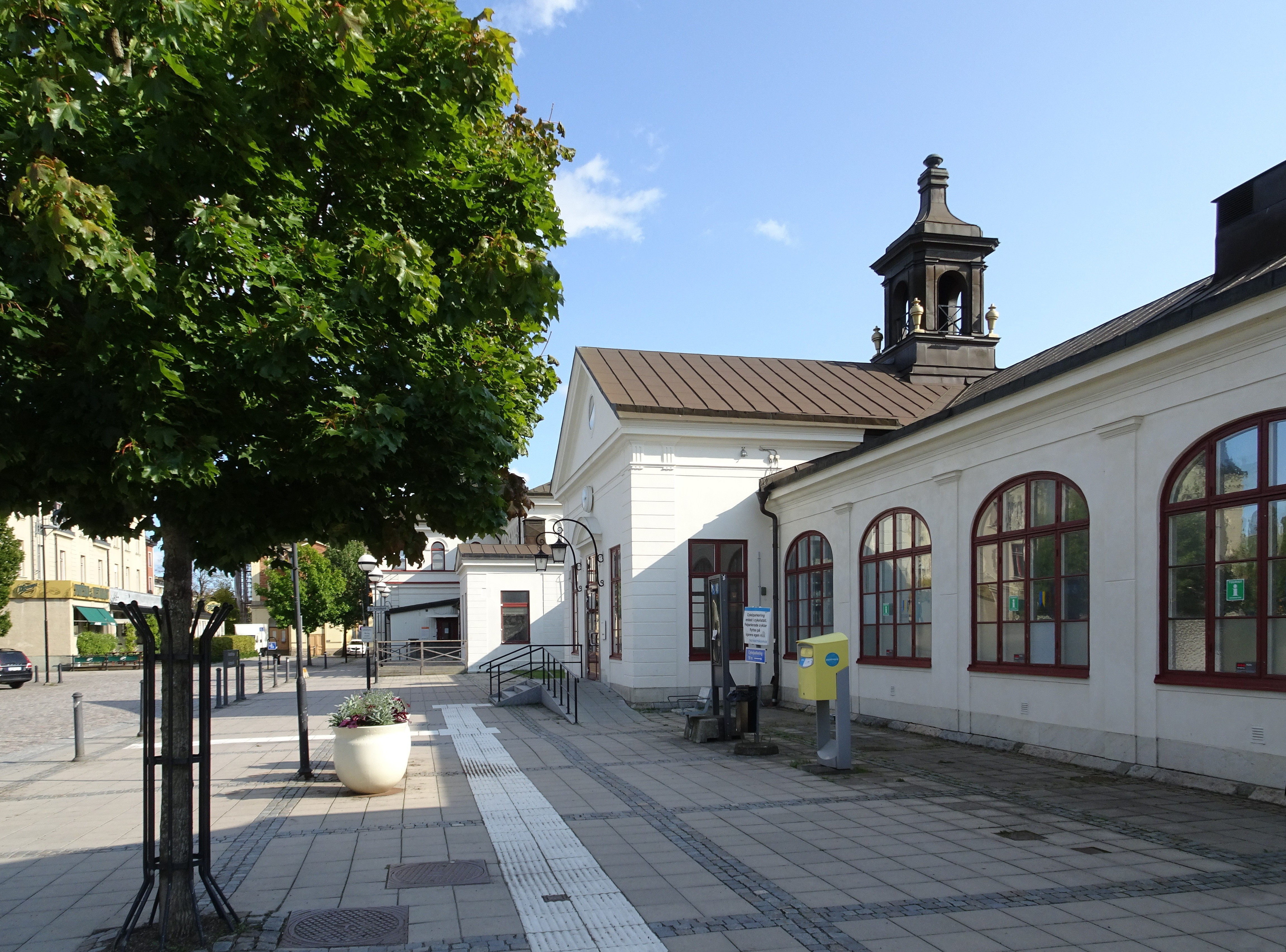
Katrineholms station.
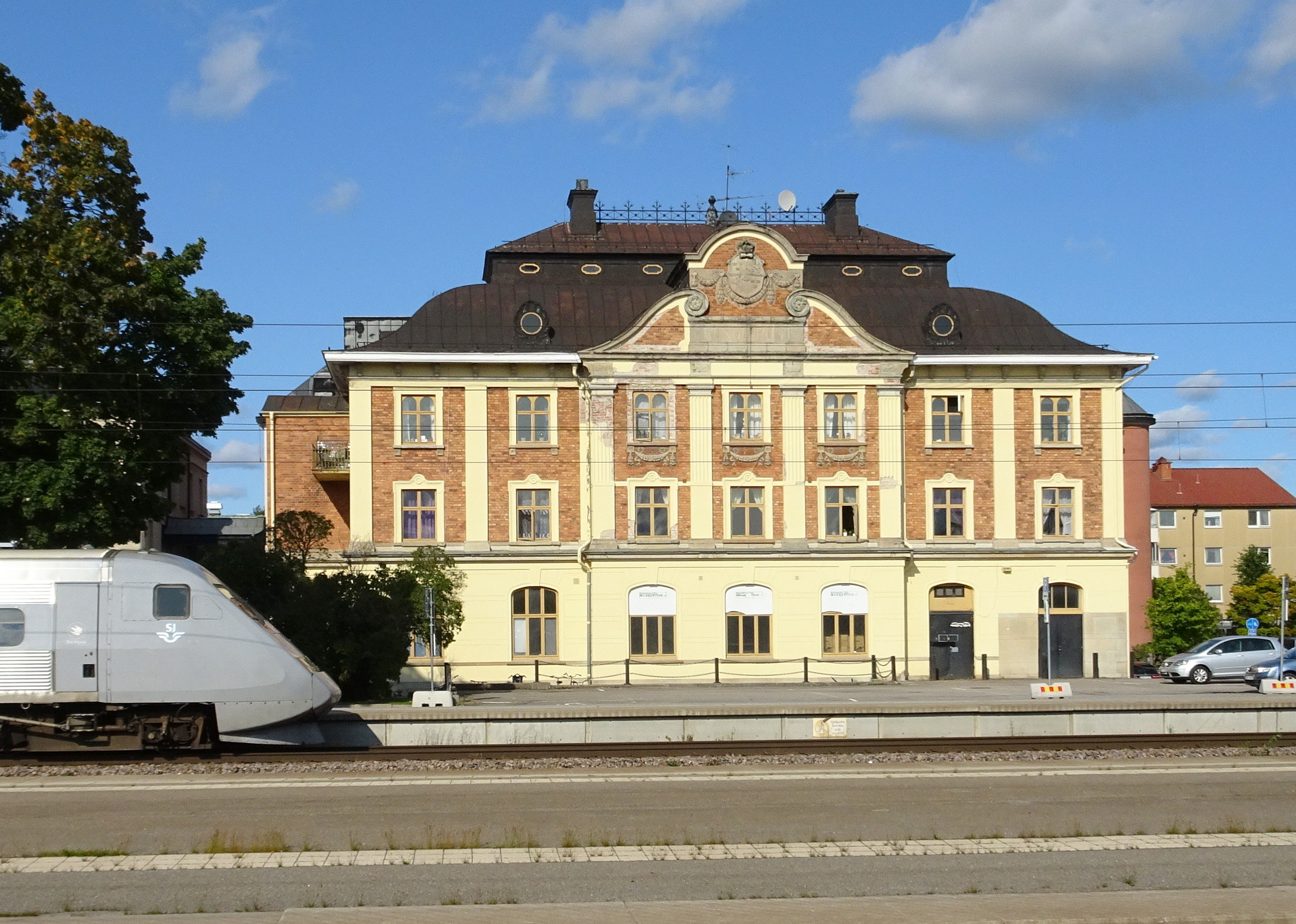
Gamla posthuset.
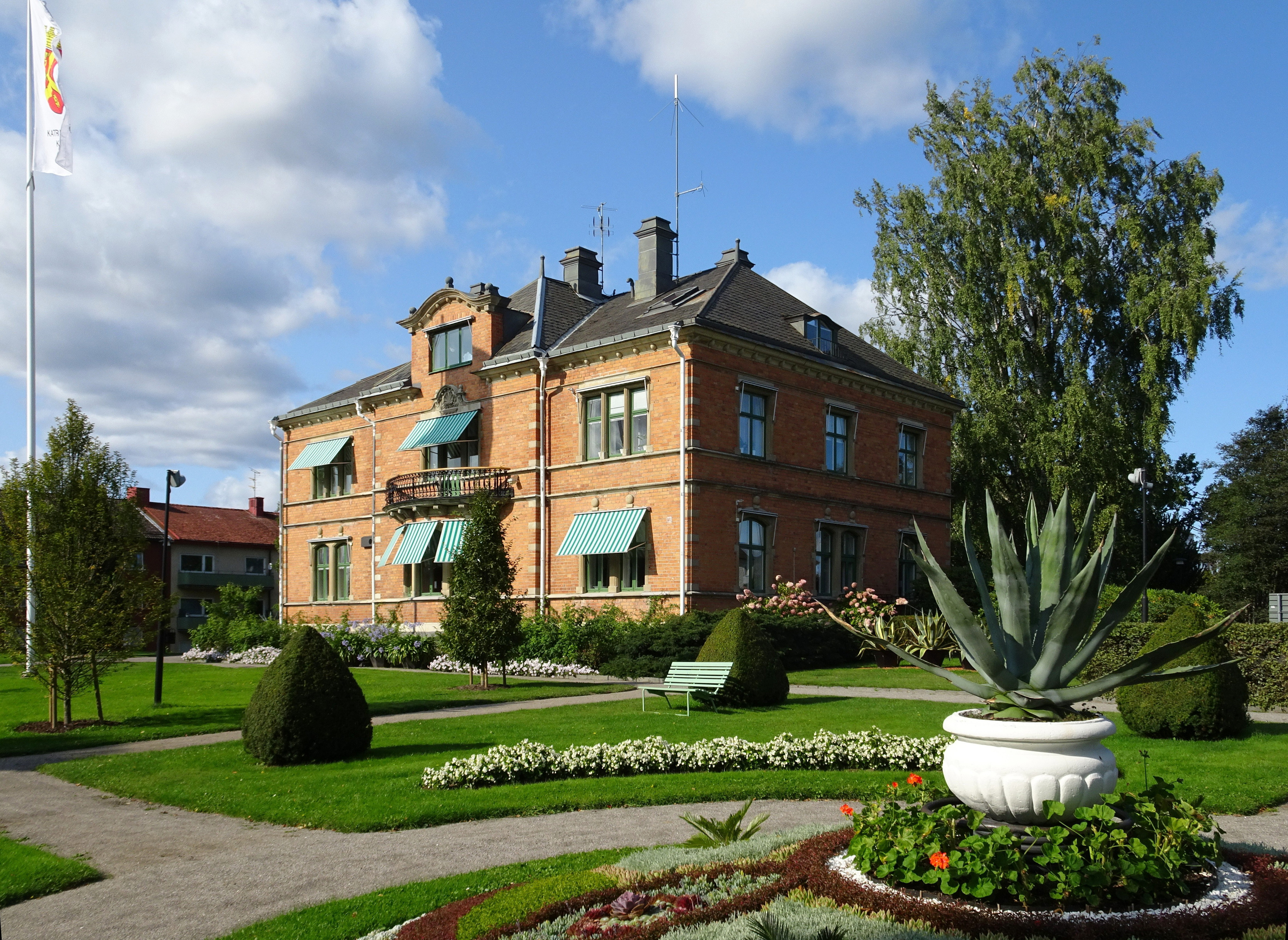
Katrineholms stadshus.

### Kommunvapen
Blasonering: En röd sköld, genom ett omvänt gaffelkors av guld delad i tre fält; i första fältet en Mercuriestav, i andra en hammare och i tredje en ros, allt av sagda metall.
Staden Katrineholm uppstod som knutpunkt mellan Västra stambanan och dåvarande Östra stambanan (numera Södra stambanan). Detta symboliseras av gaffelkorset. De andra elementen symboliserar handel, industri och trädgårdsnäring. Vapnet fastställdes 1918 för Katrineholms stad. Vid kommunbildningen 1971 tillfördes ytterligare fyra vapenbärande tidigare landskommuner (Floda, Julita, Sköldinge och Stora Malm). Riksarkivet ansåg att stadens vapen var "överlastat och obalanserat" och föreslog därför att det i samband med nyregistreringen skulle förenklas och bara innehålla gaffelkorset. Kommunen beslutade dock att överta stadsvapnet i oförändrad form och lät registrera det i PRV 1974. Den föreslagna förenklingen blev dock verklighet när kommunen 2019 beslutade att anta en ny logotyp med endast ett gaffelkors på en röd sköld. Denna nya logotyp används till vardags, medan det riktiga kommunvapnet av kommunen beskrivs som en högtidssymbol som endast får användas vid ceremoniella tillfällen.

Floda landskommun (1947–1970)
Julita landskommun (1947–1970)
Sköldinge landskommun (1953–1970)
Stora Malms landskommun (1952–1970)